# Доње Младице
Доње Младице су градска четврт у општини Источна Илиџа, град Источно Сарајево, Република Српска, БиХ.

## Становништво
| Демографија- | Демографија- | Демографија- |
| Година       | Становника   | Становника   |
| ------------ | ------------ | ------------ |
| 1961.        | 158          |              |
| 1971.        | 142          |              |
| 1981.        | 544          |              |
| 1991.        | 0            |              |